# Глухово (Лесопитомник)
Глухово (Лесопитомник) — посёлок в Кипенском сельском поселении Ломоносовского района Ленинградской области.

## История
Согласно данным переписи населения СССР 1926 года в совхозе Глухово Витинского сельсовета Ропшинской волости Троцкого уезда проживали 32 человека — большинство русские, а также эстонцы и поляки.

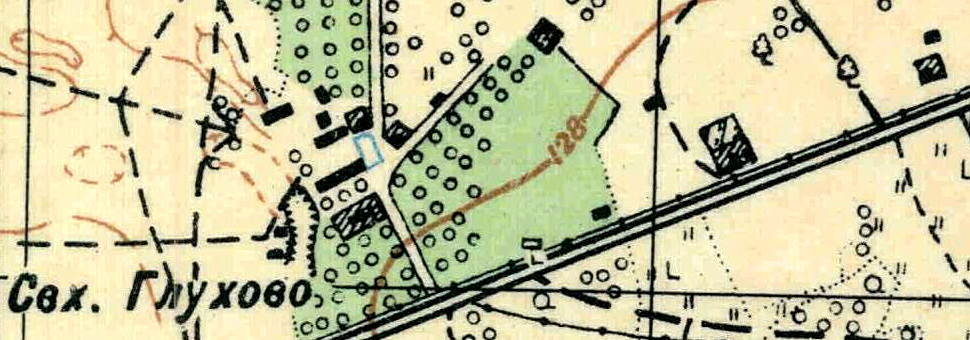
Совхоз Глухово. 1931 год

По данным 1931 года на месте посёлка Глухово (Лесопитомник) находился посёлок совхоза «Глухово».
По данным 1933 года посёлок Глухово (Лесопитомник) в составе Красногвардейского района не значился.
По данным 1966, 1973 и 1990 годов посёлок Глухово (Лесопитомник) входил в состав Кипенского сельсовета Ломоносовского района.
В 1997 году в посёлке Глухово (Лесопитомник) Кипенской волости проживали 193 человека, в 2002 году — 174 человека (русские — 97 %), в 2007 году — 200.

## География
Посёлок расположен в южной части района, к западу от административного центра поселения деревни Кипень, смежно с деревней Глухово на автодороге А180 (E 20) (Санкт-Петербург — Ивангород — граница с Эстонией) «Нарва».
Расстояние до административного центра поселения — 5 км.
Расстояние до ближайшей железнодорожной станции Красное Село — 22 км.

## Демография
| 1997 | 2002 | 2007 | 2010 | 2017 |
| ---- | ---- | ---- | ---- | ---- |
| 193  | ↘174 | ↗200 | ↘124 | ↗252 |